# Bataille de Copenhague (1801)
Pour les articles homonymes, voir Bataille de Copenhague.
 (mars 2011).
Si vous disposez d'ouvrages ou d'articles de référence ou si vous connaissez des sites web de qualité traitant du thème abordé ici, merci de compléter l'article en donnant les références utiles à sa vérifiabilité et en les liant à la section « Notes et références ».
Deuxième Coalition
Batailles
Guerre de la Deuxième Coalition
- St George's Caye (navale) (09-1798)
- Nicopolis (10-1798)
- Corfou (11-1798)
- Copenhague (navale) (04-1801)
- Algésiras (navale) (06-1801)

Campagne de Hollande
- Callantsoog (08-1799)
- Vlieter (08-1799)
- Zyp (09-1799)
- Bergen (09-1799)
- Alkmaar (10-1799)
- Castricum (10-1799)

Campagne de Suisse
- Ostrach (03-1799)
- Feldkirch (03-1799)
- 1re Stockach (03-1799)
- Frauenfeld (05-1799) (en)
- Winterthour (05-1799)
- 1re Zurich (06-1799)
- Schwytz (08-1799)
- Amsteg (08-1799) (en)
- Saint-Gothard (09-1799)
- 2e Zurich (09-1799)
- Linth (09-1799) (en)
- Muten (10-1799) (ru)
- Engen (05-1800)
- 2e Stockach (05-1800)
- Moesskirch (05-1800)
- Biberach (05-1800)
- Erbach (05-1800)
- Höchstädt (06-1800)
- Ampfing (12-1800)
- Hohenlinden (12-1800)

Campagne d'Égypte
- Malte 1 (06-1798)
- Malte 2 (06-1798)
- Alexandrie (07-1798)
- Chebreiss (07-1798)
- Pyramides (07-1798)
- 1re Aboukir (08-1798)
- Salheyeh (08-1798)
- Malte 3 (09-1798)
- Sédiman (10-1798)
- Caire (10-1798)
- Samanouth (01-1799)
- El Arish (02-1799)
- Syène (02-1799)
- Jaffa (03-1799)
- Saint-Jean-d'Acre (03-1799)
- Mont-Thabor (04-1799)
- 2e Aboukir (07-1799)
- Damiette (11-1799)
- Héliopolis (03-1800)
- 3e Aboukir (03-1801)
- Mandora (03-1801)
- Canope (03-1801)
- Fort Jullien (04-1801)
- Le Caire (06-1801) (en)
- Alexandrie (08-1801)

2e Campagne d'Italie
- Vérone (03-1799)
- Magnano (04-1799)
- Cassano (04-1799)
- Mantoue (04-1799)
- Bassignana (05-1799)
- 1re Marengo (05-1799) (en)
- Modène (06-1799) (en)
- Trebbia (06-1799)
- 2e Marengo (06-1799) (en)
- Novi 1 (08-1799)
- Rome (09-1799)
- Mannheim (09-1799) (en)
- Novi 2 (10-1799) (en)
- Genola (11-1799)
- Gênes (04-1800)
- Sassello (04-1800) (en)
- Fort Bard (05-1800)
- Verceil (05-1800)
- Turbigo (05-1800)
- Montebello (06-1800)
- 3e Marengo (06-1800)
- Pozzolo (12-1800)

La bataille navale de Copenhague (en danois Slaget på Reden) s'est déroulée le 2 avril 1801 lors des guerres anglaises entre la flotte britannique commandée par l'amiral Sir Hyde Parker, et la flotte danoise-norvégienne ancrée devant Copenhague. L'attaque principale fut conduite par l'amiral Horatio Nelson, ignorant les ordres de Parker. Plusieurs des bateaux danois et norvégiens ont été détruits lors de cette bataille.

## Contexte
Le Royaume-Uni n'était pas très présent dans la mer Baltique, lorsqu'en 1800, le tsar Paul Ier ressuscite la Ligue de neutralité armée, sous le nom de Ligue du Nord.
Celle-ci comprend, en plus de la Russie, la Suède, le Danemark-Norvège et la Prusse qui s'unissent contre le Royaume de Grande-Bretagne à cause de sa politique visant à empêcher le commerce avec la France. Le Tsar immobilisa des vaisseaux de commerce britanniques dans des ports russes ; les Britanniques pensèrent qu'une attaque sur le Danemark romprait la Ligue.
Le Danemark est plus proche de la Grande-Bretagne et donc plus facile à attaquer. Il est décidé qu'une flotte fera voile pour la Baltique, sous le commandement de l'amiral Hyde Parker (1739-1807), avec Nelson comme commandant en second. Cependant, le Royaume de Grande-Bretagne attaqua, sans déclaration de guerre, la capitale danoise, ce qui était contraire à toutes les règles du droit international.

## Préliminaires
L'expédition quitte Yarmouth le 12 mars, ayant embarqué le 49e régiment d'infanterie britannique (en), deux compagnies de fusiliers et un détachement d'artillerie sous les ordres du colonel Stewart. Nicolas Vansittart, diplomate, est envoyé en avance de la flotte, pour essayer de persuader les Danois de quitter la ligue.
La flotte jette l'ancre à l'approche du Kattegat, attendant de voir ce que la diplomatie pourra réaliser. Nicolas Vansittart revient avec le refus des Danois de se plier aux exigences anglaises. L'approche pour attaquer Copenhague pouvant se faire de plusieurs façons, un conseil de guerre se tient, à la fin duquel Nelson dira : « je me f… par quel passage nous irons, pourvu que nous nous battions avec eux ».
Le 31 mars se tient un nouveau conseil de guerre pendant lequel Nelson, tenant à conclure avant l'arrivée des Russes, propose d'attaquer les Danois avec seulement dix vaisseaux de ligne. Après quelque hésitation, Hyde accepte, mais lui donne deux vaisseaux de 50, ainsi que des frégates, des ketchs armés de canons, et des navires boute-feu, au total vingt-quatre navires. Sir Hyde Parker garde huit vaisseaux en réserve, apparemment pour se prémunir d'une apparition possible des Russes ou des Suédois.
Le port, l'arsenal et les docks de Copenhague s'approvisionnent dans la ville même de Copenhague, dont l'entrée est gardée par la formidable batterie Trekroner. Il y a d'autres batteries le long du rivage vers le sud et la flotte danoise a été amenée sur les hauts-fonds devant la ville.
Comme à la bataille d'Aboukir, Nelson doit faire face à une flotte ennemie à l'ancre, mais cette fois il est en infériorité numérique. De plus, les Danois vont défendre leur position, être renforcés par le rivage, de plus en plus d'hommes venant remplacer les blessés. Toutefois, la flotte ennemie étant à l'ancre, cela permet à une flotte attaquante de se concentrer sur une partie de la ligne de l'ennemi, laissant certains de ses vaisseaux sans adversaire. Nelson décide de naviguer devant Copenhague et d'attaquer ensuite par le sud, l'extrémité la plus faible de la ligne danoise. Son escadre est en position le 1er avril. Cette attaque est décidée alors qu'au niveau politique, le tsar Paul Ier ayant été assassiné le 25 mars, son successeur Alexandre Ier adopte une politique étrangère différente, et l'Alliance du Nord commence bientôt à se désagréger avant que la bataille n'ait eu lieu.

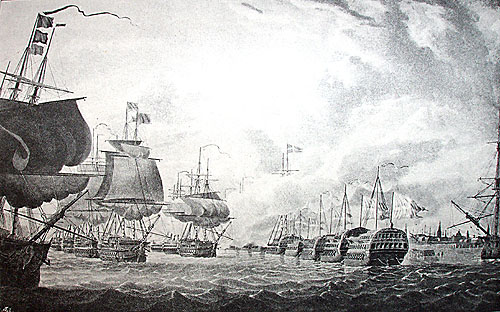
La bataille de Copenhague (2 avril 1801).

## Bataille
Le 2 avril, l'escadre britannique se lance à l'attaque. C'est immédiatement un désastre : le Bellona et le Russell (en) s'échouent et l'Agamemnon ne réussit pas à gagner sa position. Nelson engage les vaisseaux restants dans la bataille contre les vaisseaux danois et les batteries flottantes. Après trois heures de canonnade de chaque côté, le dénouement de la bataille est toujours indécis. Voyant que les vaisseaux qu'il a envoyés en renfort progressent lentement contre le vent, Parker donne à l'ensemble de la flotte le signal de cesser le combat.
Chaque bâtiment est censé obéir au signal sans attendre qu'il soit répété de l'Elephant, le vaisseau amiral de Nelson. Mais placés en face de leurs adversaires, obéir au signal eût été un suicide : impossible en effet d'envoyer les hommes pour mettre à la voile, sans que le feu de l'ennemi se taise. Cela aurait impliqué des dommages et des dégâts épouvantables, et aurait permis aux Danois de revendiquer une victoire.
Feignant de ne pas voir distinctement le signal, Nelson maintient le sien, pour une action plus rapprochée, et tous lui obéissent. Il est alors 12h30, et la canonnade continue pendant encore environ une heure. Il est alors clair que les Britanniques ont le dessus, de plus en plus de vaisseaux danois cessent le feu ou se rendent. Vers 14 heures, le bombardement diminue encore d'intensité et Nelson envoie un drapeau blanc, suggérant la fin des combats. C'est le seul moyen de sauver les vies des nombreux Danois à bord des batteries flottantes. À 15h15, le vaisseau amiral de Nelson envoie l'ordre de cessez-le-feu mettant fin à la bataille.

## Conséquences
Il n'y a aucun compte rendu connu de la manière dont Sir Hyde Parker reçut Nelson après la bataille. Il aurait pu exiger de le traduire en cour martiale pour avoir désobéi. Ou alors fut-il conscient que sa propre contribution avait été négative et potentiellement désastreuse. Commandant de l'arrière, son autorité avait été affaiblie. Toutefois, les Danois avaient subi de lourdes pertes dissuasives.
Les négociations eurent lieu à Copenhague et le cessez-le-feu se transforma en armistice. La nouvelle de la mort du tsar avait été officiellement confirmée et on disait que le nouveau tsar désirait restituer tous les vaisseaux britanniques saisis. Peu après, les ordres arrivèrent du Conseil de l'Amirauté ordonnant à Parker de remettre son commandement à Nelson et de retourner au Royaume-Uni. Il n'en eut plus d'autre.
Nelson, désormais commandant en chef dans la Baltique, fut assuré que l'embargo sur les navires marchands serait levé et que des relations amicales seraient reprises entre la Russie et le Royaume-Uni.